# Панора (Айова)
Панора (англ. Panora) — місто (англ. city) в США, в окрузі Гатрі штату Айова. Населення — 1091 особа (2020).

## Географія
Панора розташована за координатами 41°41′28″ пн. ш. 94°21′49″ зх. д. / 41.69111° пн. ш. 94.36361° зх. д. (41.691020, -94.363701).  За даними Бюро перепису населення США в 2010 році місто мало площу 4,66 км², уся площа — суходіл.

## Демографія
Згідно з переписом 2010 року, у місті мешкали 1124 особи в 460 домогосподарствах у складі 286 родин. Густота населення становила 241 особа/км².  Було 522 помешкання (112/км²).
Расовий склад населення:
| - 98,5 % — білих - 0,4 % — азіатів - 0,2 % — чорних або афроамериканців |

До двох чи більше рас належало 0,9 %. Частка іспаномовних становила 1,4 % від усіх жителів.
За віковим діапазоном населення розподілялося таким чином: 26,1 % — особи молодші 18 років, 51,7 % — особи у віці 18—64 років, 22,2 % — особи у віці 65 років та старші. Медіана віку мешканця становила 43,2 року. На 100 осіб жіночої статі у місті припадало 81,0 чоловіків;  на 100 жінок у віці від 18 років та старших — 76,4 чоловіків також старших 18 років.
Середній дохід на одне домашнє господарство  становив 61 566 доларів США (медіана — 46 371), а середній дохід на одну сім'ю — 74 015 доларів (медіана — 56 563). Медіана доходів становила 47 500 доларів для чоловіків та 35 417 доларів для жінок. За межею бідності перебувало 8,5 % осіб, у тому числі 11,4 % дітей у віці до 18 років та 9,4 % осіб у віці 65 років та старших.
Цивільне працевлаштоване населення становило 545 осіб. Основні галузі зайнятості: освіта, охорона здоров'я та соціальна допомога — 30,1 %, фінанси, страхування та нерухомість — 10,5 %, виробництво — 9,9 %, будівництво — 9,9 %.